# ريشيري
ريشيري هي بلدية في اليابان، وبلدة في اليابان، تقع في Sōya Subprefecture ‏، بلغ عدد سكانها 2,087 نسمة وذلك حسب إحصائيات سنة 2018، تبلغ مساحتها 76.49 كيلومتر مربع.

## الموقع
تشترك في الحدود مع:
- ريشيريفوجي.